# Baise-en-ville

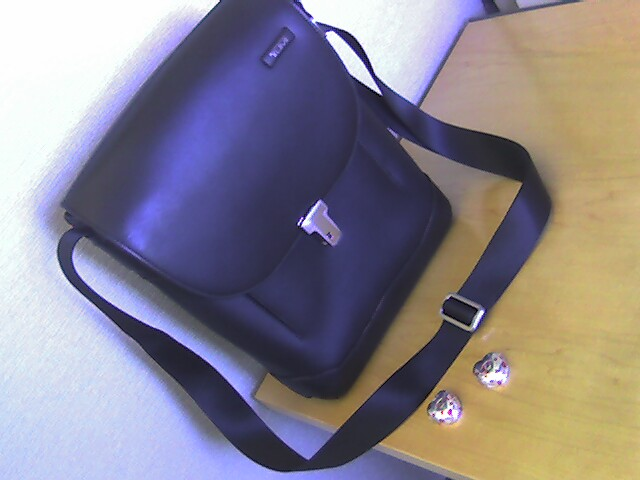
Baise-en-ville

Le terme baise-en-ville [bɛzɑ̃vil] désigne initialement une sacoche, généralement munie d'une dragonne, permettant de transporter l'essentiel pour passer une nuit en dehors de son domicile. Il peut aussi désigner une petite valise ou un petit sac de voyage remplissant la même fonction.

## Historique
Selon plusieurs sources, ce terme (quelquefois orthographié baisenville) aurait été créé en France dans l'entre-deux-guerres et plus précisément autour des années 1934 à 1936 pour désigner une petite mallette de voyage accompagnant un homme porté sur les rencontres d'un soir. Depuis cette époque, bien que désuet ce terme est utilisé pour désigner une petite sacoche, généralement en cuir, ou en simili, portée en bandoulière,.

## Représentations culturelles

Desssin actuel d'un homme d'affaires avec son baise-en-ville

### Dans la chanson
- 1974 : Carlos: le petit baisenville album Une journée de Monsieur Chose
- 1984 : Alain Bashung évoque le baise-en-ville dans sa chanson S.O.S Amor[4].
- 1987 : Dispatch Box de l'album You're Under Arrest par Serge Gainsbourg[5]. Le vers « Je prends mon baise-en-ville » y est répété cinq fois sous forme d'anaphore.

### Autres usages
Robert Hue, député français et premier secrétaire du PCF (2001-2003) utilisait souvent un baise-en-ville, porté en bandoulière.